# Секачки
Секачките (само мн. ч.) са режещ инструмент, при който се използва принципът на лостовата система, за да се увеличи усилието, прилагано за рязането на материала. При секачките режещите части обикновено са успоредни на дръжките на инструмента. Съществуват и челни секачки, при които, подобно на керпедена, тези режещи ръбове са разположени перпендикулярно на дръжките на инструмента.
Секачките се използват за разрязване на проводници и тел, както и на дребни детайли от други материали. Има и секачки, които могат да режат по-дебели проводници.
За удобство при използването и с цел електробезопасност, дръжките на секачките са изолирани електрически. За работа с електрическо напрежение трябва задължително да има съответното означение (обикновено до 1000 V)
Освен това съществуват секачки за маникюрни и педикюрни цели с права или извита режеща част, които се използват за обрязване на нокти и загрубяла кожа.
Специални секачки широко се използват в хирургията, основно за отрязване на костна и хрущялна тъкан.

## Режещи ръбове
Режещите ръбове на секачките, както и на подобни режещи инструменти, се изпълняват с фаска или без фаска. Фаската повишава здравината и живота на режещите ръбове.
Без тази фаска секачките могат да се използват за рязане на сравнително тънки и меки жици и телове. При това те осигуряват един прав отрез. Те се използват основно за рязане там където се изисква рязане с малко усилия, като например:
- отрязване на изводите на електронни елементи след спойка. При това се предотвратява нараняване на спойката и получаването на студена спойка.
- За лична хигиена при отрязване на кожички по пръстите на ръцете и краката при маникюр и педикюр.